# Damián Flores
Damián Flores (Tetipac, Guerrero; 27 de septiembre de 1854-Ciudad de México, 18 de diciembre de 1927) fue un militar y político mexicano. Fue gobernador de Guerrero entre 1907 y 1911.
Nació en Tetipac, población en el norte del estado de Guerrero, en el año de 1854. Cursó sus estudios básicos en su ciudad natal y posteriormente en la Ciudad de México, además de recibir orientación y apoyo por parte del escritor Ignacio Manuel Altamirano. Posteriormente, realiza estudios relacionados con economía, política y finanzas desempeñándose en un principio como profesor de matemáticas en la Escuela Nacional Preparatoria además de otras asignaturas. Ocupa cargos de importancia entre los que destacan el de consejero de la Secretaría de Fomento y el diputado federal al Congreso de la Unión por Guerrero.
Debido al fallecimiento del entonces gobernador del estado Manuel Guillén, el Congreso de Guerrero lo designa gobernador interino del estado de Guerrero y después con carácter constitucional del día 5 de febrero de 1908 al 31 de marzo de 1909, consiguiendo reelegirse en el cargo hasta el 31 de marzo de 1911. Durante su gobierno se distinguieron obras de gran importancia en la entidad como la construcción del tramo Chilpancingo-Iguala de la Carretera México - Acapulco. Es recordado también por haber mandado a edificar por primera vez un recinto de entretenimiento en Acapulco: el Teatro Flores. Construido de madera y para gran capacidad, en aquel sitio se daría una de las más grandes tragedias de la región cuando un incendio de grandes proporciones carbonizara a centenas de personas la noche del 14 de febrero de 1909, el mismo día de su inauguración. Damián Flores, así como su hermano Matías Flores, fueron implicados como responsables de dicho accidente por la nula aplicación de medidas de seguridad durante su instalación.
Presionado por el estallido de la Revolución mexicana en Guerrero, pide licencia para dejar el cargo como Gobernador Constitucional. El Congreso de Guerrero designa nuevamente a Silvano Saavedra como Gobernador Interino en el estado.